# Altar de la Encarnación (Mezquita-Catedral de Córdoba)
El altar de la Encarnación es una obra realizada por Pedro de Córdoba en 1475 y que se encuentra en la Mezquita-Catedral de Córdoba, Andalucía, España.

## Historia
El altar se encontraba originalmente en uno de los machones del muro de cerramiento de la ampliación realizada por el califa al-Hakam II en el siglo X. En esta zona estaba ubicada la desaparecida capilla de San Antolín, fundada por el canónigo Juan Muñoz, vicario del arzobispo de Toledo Pedro Tenorio, en torno al año 1390. Unas décadas más tarde, en 1463, la capilla fue refundada como capilla de San Antonino por Diego Sánchez de Castro, arcediano de Badajoz. Los únicos restos de la capilla son los escudos sobre el arco de ingreso de los papas Nicolás V (f. 1455), Calixto III (f.1458) y Pío II (f. 1464). El altar de la Encarnación, también mandado realizar por Diego Sánchez, todavía se conserva una inscripción en la parte inferior de la obra que da detalles sobre su patrono y la fecha de realización.
Esta obra y retablo mando hacer Diego Sánchez de Castro, canónigo de esta iglesia, en honor de Dios, nuestro Señor, y de su Santa Encarnación y de los bienaventurados San Juan Bautista y Santiago y San Lorenzo y San Ivo de Bretaña y de San Pío Papa y de Santa Bárbara. Acabose a 20 días de marzo del año 1475.
Al retirar esta obra para su restauración el 27 de marzo de 1989 por la conservadora Anabel Barrena, apareció debajo del mismo una pintura mural sobre el Bautismo de Cristo realizada en torno a 1390, probablemente una de las pinturas cristianas más tempranas del templo.

## Descripción
La pieza central muestra al arcángel Gabriel en el momento de la Anunciación a la Virgen María, portando además una cinta donde se lee «Ave Maria gratia plena». En la ventana se muestra también la presencia del Espíritu Santo y el Padre Eterno, simbolizado en una figura masculina, con un orbe en el que se lee «Asia» y «África». Justo debajo de esta escena aparecen ocho figuras que muestran, de izquierda a derecha, los personajes de Santa Bárbara, San Ivo de Bretaña, Santiago, el patrono de la obra Diego Sánchez, el canónigo Juan Muñoz, primer fundador del altar, San Juan Bautista, San Lorenzo y San Pío I. Cada uno de los patronos es presentado por su santo homónimo: Diego proviene de Sant Iago.